# Pjatnadcatiletnij kapitan
Pjatnadcatiletnij kapitan (Пятнадцатилетний капитан) è un film del 1945 diretto da Vasilij Nikolaevič Žuravlёv.